# Ермис Арадипу
Ермис Арадипу (на гръцки: Ερμής Αραδίππου)  е кипърски футболен клуб от село Арадипу, община Ларнака.

## История
Основан е през 1958 г. През по-голямата част от историята си се състезава във втора дивизия, но играе и в първа дивизия през сезоните 1983/84, 1985/86, 1986/87, 2001/02.

## Успехи
- Купа на Кипър:
  -  Финалист (1): 2013/14

- Суперкупа на Кипър:
  -  Носител (1): 2014/15

- Кипърска Втора Дивизия:
  -  Шампион (3): 1982/83, 1984/85, 2008/09

- Кипърска Трета Дивизия:
  -  Шампион (3): 197576, 1996/97, 2006/07

## Български футболисти
- Димитър Макриев: 2019 - (14 мача - 2 гола)
- Йордан Христов: 2016/17 - (27 мача - 0 гола)